# Janusz Kondratiuk

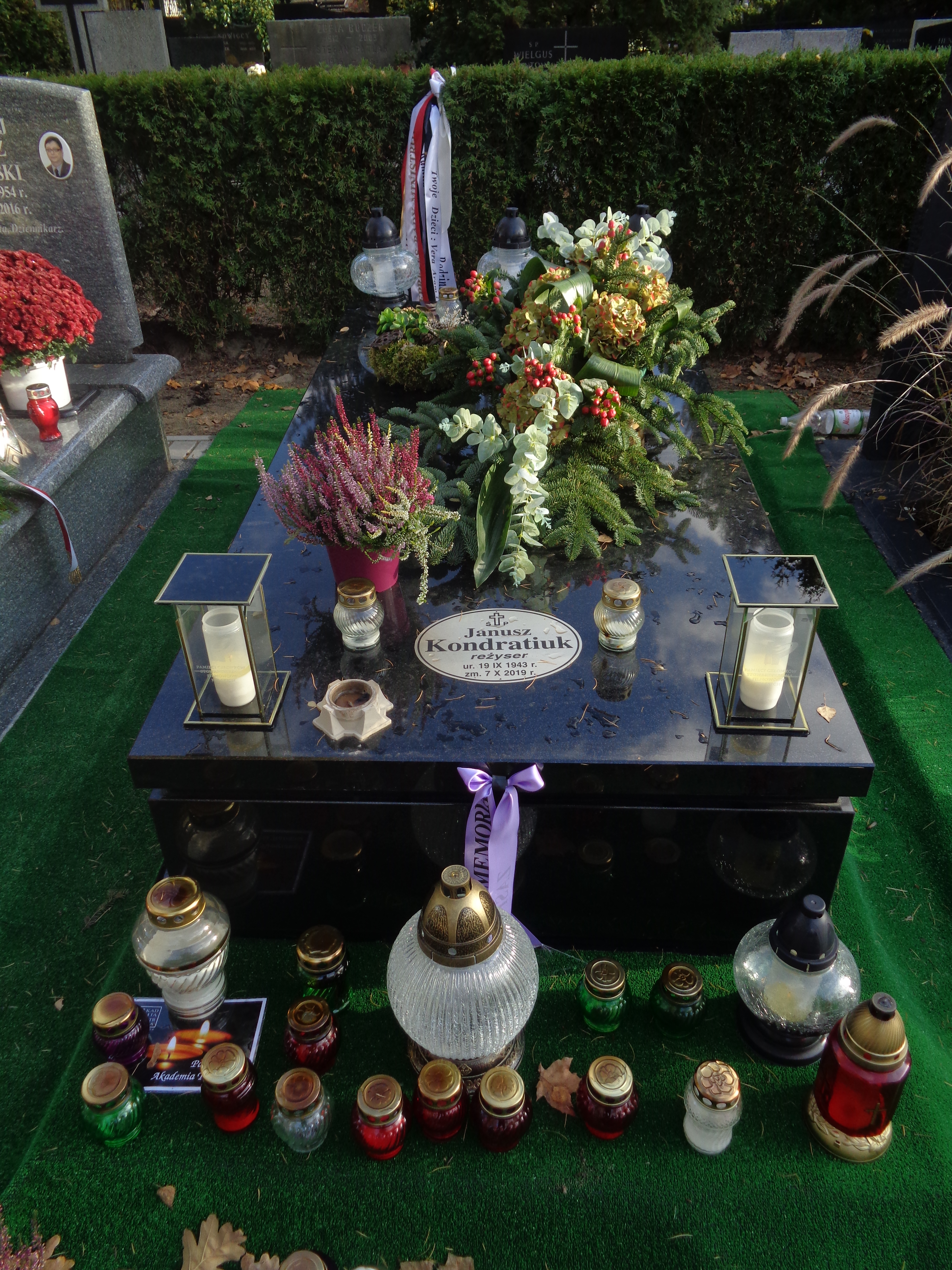
Grób Janusza Kondratiuka i Andrzeja Kondratiuka na Cmentarzu Wojskowym na Powązkach

Janusz Lech Kondratiuk (ur. 19 września 1943 w Ak-Bułak na terenie dzisiejszego Kazachstanu, zm. 7 października 2019 w Łosiu) – polski reżyser i scenarzysta.

## Życiorys
Był synem Arkadiusza i Krystyny. Urodził się w czasie II wojny światowej na terenie ówczesnego Związku Socjalistycznych Republik Radzieckich, obecnie Kazachstanu, w rodzinie przymusowo wywiezionej z Polski (zob. wysiedlenia Polaków podczas II wojny światowej). Po wojnie powrócił z rodziną do Polski.
W 1969 ukończył reżyserię w Państwowej Wyższej Szkole Filmowej, Telewizyjnej i Teatralnej im. Leona Schillera w Łodzi. Działalność zawodową rozpoczął od reżyserowania czarno-białych fabularnych filmów telewizyjnych: Jak zdobyć pieniądze, kobietę i sławę (1969), Niedziela Barabasza (1971) i kultowego Dziewczyny do wzięcia (1972). W 1976 zrealizował barwny film telewizyjny Czy jest tu panna na wydaniu?, który zdobył uznanie publiczności, opowiadający historię chłopaka podróżującego z ojcem chrzestnym w poszukiwaniu po kraju kandydatki na żonę. Zajmował się głównie twórczością telewizyjną, zrealizował również kilkanaście spektakli Teatru Telewizji. Fascynował się brytyjską czarną falą, filmami jak Smak miodu i Samotność długodystansowca. Był etatowym pracownikiem Telewizji Polskiej i wykładał w szkole filmowej. Wyreżyserował pięć filmów kinowych: Głowy pełne gwiazd (1974) – film wojenny, Klakier (1982) – film psychologiczny o cynizmie środowiska aktorskiego, komedie Złote runo (1996) i Milion dolarów (2010), oraz bardzo osobisty, nagradzany komediodramat Jak pies z kotem (2018). Jego filmy porównywano z czeskim kinem lat 60., szczególnie z obrazami Miloša Formana.
Po wprowadzeniu w Polsce stanu wojennego w latach 80. w jego mieszkaniu mieściła się redakcja podziemnego Tygodnika Mazowsze, w której pracowały Helena Łuczywo, Anna Bikont, Anna Dodziuk i Joanna Szczęsna. W tej samej dekadzie wyjechał do Berlina, a następnie zamieszkał w Austrii, gdzie na Uniwersytecie Sztuki w Linzu założył Wydział Sztuki Audiowizualnej. Na emeryturę wrócił do Polski. W podwarszawskim Łosiu kupił działkę budowlaną i zbudował dom.
W 1973 otrzymał Nagrodę Złotego Ekranu, a w 1993 nagrodę reżyserską za film pt. Głos podczas Festiwalu Polskiej Twórczości Telewizyjnej. W 2019 otrzymał Koronę Sandomierską oraz tytuł Reżysera NieZwykłego na Festiwalu Filmów-Spotkań NieZwykłych w Sandomierzu.

### Życie prywatne
Był młodszym bratem reżysera Andrzeja Kondratiuka, z którym miał trudne relacje. Wspólnie zrobili tylko jeden film, czarno-białych Wniebowziętych w 1973. Jego żoną była aktorka Ewa Szykulska, którą obsadził w kilku swoich filmach (związek był bezdzietny), następnie Beata Madalińska. Miał dorosłe dzieci (syna Jana i córkę Verę), które urodziły się w Austrii. Jego szwagierką (żoną Andrzeja Kondratiuka) była aktorka Iga Cembrzyńska.
Był nałogowym palaczem papierosów. W 2018 zdiagnozowano u niego raka trzustki. Przeszedł zabieg usunięcia trzustki, po którym zachorował na cukrzycę. Zmarł w swoim domu w Łosiu. Urna z jego prochami została pochowana, po mszy w Kościele Środowisk Twórczych w Warszawie, w grobie rodzinnym, obok brata, na Cmentarzu Wojskowym na Powązkach (kwatera G-tuje-26).

## Filmografia
- 1964 – Wielki dzień; etiuda szkolna
- 1964 – Deszczowy spacer; etiuda szkolna
- 1965 – Szczęśliwy koniec; etiuda szkolna
- 1966 – Nie mówmy o tym więcej; etiuda szkolna
- 1967 – Gwiazdy w oczach; etiuda szkolna
- 1969 – Jak zdobyć pieniądze, kobietę i sławę; film TV
- 1971 – Niedziela Barabasza; film TV
- 1972 – Dziewczyny do wzięcia; film TV
- 1973 – Wniebowzięci (współpraca reżyserska – reżyserem był Andrzej Kondratiuk)
- 1973 – Pies; film TV
- 1974 – Głowy pełne gwiazd; pierwszy film barwny
- 1975 – Mała sprawa; film TV
- 1976 – Czy jest tu panna na wydaniu?; film TV
- 1982 – Klakier
- 1987 – Jedenaste przykazanie; film TV
- 1988 – Prywatne niebo; film TV
- 1991 – Głos; film TV
- 1996 – Złote runo
- 2000 – Noc świętego Mikołaja; film TV z cyklu Święta polskie
- 2001 – Garderoba damska (odcinki: 9-12); serial TV
- 2006-2008 – Faceci do wzięcia (odcinki: 1-19); serial TV
- 2010 – Milion dolarów
- 2018 – Jak pies z kotem